# Seo Hye-lin
Đây là một tên người Triều Tiên, họ là Seo.
Seo Hye-lin (hay còn được viết là Seo Hye-rin, tiếng Hàn: 서혜린, Hanja: 徐慧潾, Hán-Việt: Từ Huệ Lân, sinh ngày 23 tháng 8 năm 1993) là một nữ ca sĩ và nhân vật truyền hình người Hàn Quốc. Cô là thành viên nhóm nhạc nữ EXID do công ty giải trí AB Entertainment thành lập và công ty Banana Culture quản lý.

## Tiểu sử
Hyelin sinh ngày 23 tháng 8 năm 1993 tại thành phố Gwangju, Hàn Quốc. Cô từng theo học tại trường Trung học cơ sở Ildong, trường Trung học phổ thông Nữ sinh Gwangju Dongshin và hiện đã tốt nghiệp trường Đại học Nữ sinh Dongdeok khoa Âm nhạc thực hành.

## Sự nghiệp
Hyelin từng là thực tập sinh của Joy Dance - Plug In Music Academy trước khi ký hợp đồng với KeyEast và đã tham gia Superstar K3. Cô gia nhập EXID vào tháng 4 năm 2012 cùng với Solji sau khi ba thành viên Yuji, Dami và Haeryeong rời khỏi nhóm để tập trung vào việc học hành và diễn xuất. Hyelin có khả năng chơi đàn violin. Vị trí của cô trong nhóm là Hát thứ chính (giọng ca chính sau Solji). Tháng 6 năm 2016, Hyelin tham gia cuộc thi King of Mask Singer, dù không được tiến sâu vào vòng trong như Solji và Hani, nhưng cô vẫn gây được nhiều sự chú ý. Sau khi chương trình được phát sóng, từ khóa Hyelin được tìm nhiều nhất trên trang Naver (Cổng thông tin điện tử nổi tiếng của Hàn Quốc), theo sau đó là từ khóa EXID và đứng ở vị trí thứ 3 là từ khóa King Of Mask Singer Cheerleader (nhân vật mà Hyelin cải trang thành). Ngày 15/01/2020 Banana Culture xác nhận Hyelin đã rời công ty và đến ngày 6 tháng 5 cô chính thức kí hợp đồng với sidusHQ (iHQ Inc.)

## Danh sách phim

### Chương trình truyền hình
| Năm  | Tên                 | Kênh       | Vai Trò             | Ghi Chú |
| ---- | ------------------- | ---------- | ------------------- | ------- |
| 2011 | Superstar K3        | Mnet       | Thí sinh            |         |
| 2014 | Always Cantare      | tvN        | Nhân vật chính      |         |
| 2015 | EXID's Showtime     | MBC Every1 | Nhân vật chính      |         |
| 2015 | Hello Counselor     | KBS2       | Khách mời           |         |
| 2016 | King of Mask Singer | MBC        | Thí sinh            |         |
| 2016 | Duet Song Festival  | MBC        | Giám khảo khách mời |         |
| 2020 | Miss Baek           | MBN        | Thí sinh            |         |